# Uloborus conus
Espèce
Uloborus conus est une espèce d'araignées aranéomorphes de la famille des Uloboridae.

## Distribution
Cette espèce est endémique de Nouvelle-Guinée orientale en Papouasie-Nouvelle-Guinée,. Elle se rencontre dans les provinces de Madang et centrale.

## Description
Les mâles mesurent de 2,00 à 2,20 mm et les femelles de 2,80 à 3,40 mm.

## Publication originale
- Lubin, Opell, Eberhard & Levi, 1982 : Orb plus cone-webs in Uloboridae (Araneae), with a description of a new genus and four new species. Psyche, vol. 89, p. 29-64 (texte intégral).